# Центральный (Мостовский район)
Центра́льный — хутор в Мостовском районе Краснодарского края России.
Входит в состав Переправненского сельского поселения.

## Население
| 2002 | 2010 |
| ---- | ---- |
| 283  | ↗285 |

## Улицы
- ул. Комсомольская,
- ул. Красноармейская,
- ул. Лесная.